# Horizontok (politikai párt)
A Horizontok (Horizons, IPA:' ɔʁizɔ̃') jobbközép politikai párt Franciaországban, amelyet 2021 októberében Édouard Philippe, Le Havre volt polgármestere és Franciaország volt miniszterelnöke alapított.
A párt azzal a céllal jött létre, hogy Emmanuel Macron számára jobbközép szavazói bázist szerezzen a 2022-es francia elnökválasztáson. A párt a 2022-es parlamenti választások előtt koalíciót kötött két másik centrista párttal – a Demokratikus Mozgalommal (MoDem) és a La République En Marche!-sal.

## Fordítás
- Ez a szócikk részben vagy egészben  a   Horizons (political party) című angol Wikipédia-szócikk ezen változatának fordításán alapul.  Az eredeti cikk szerkesztőit annak laptörténete sorolja fel. Ez a jelzés csupán a megfogalmazás eredetét és a szerzői jogokat jelzi, nem szolgál a cikkben szereplő információk forrásmegjelöléseként.